# RT-15

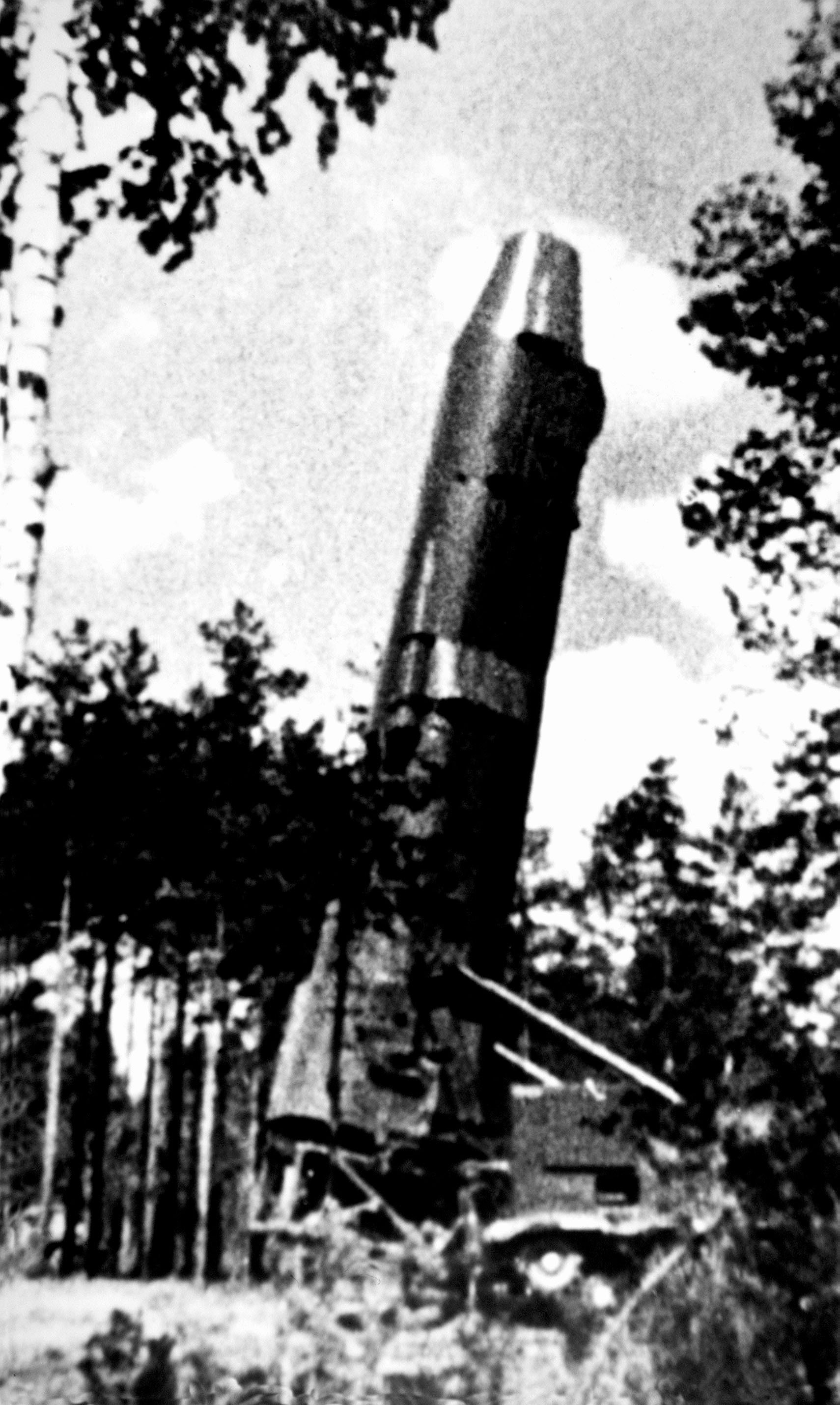
RT-15 (SS-14)飛彈

RT-15中程弹道导弹（俄语：РТ-15；工程代号：8K96）苏联在冷战时期研制的一种用于执行核打击任务的中程弹道导弹。这种导弹的北约代号为SS-14“替罪羊”（Scapegoat）。
RT-15在1960年代中期开始设计。它实际是由RT-2洲际弹道导弹（北约代号SS-13“野人”）的第2级和第3级组成，是一种两级固体弹道导弹。RT-15采用车载机动发射方式。包括发射车在内的整个发射系统的代号是“恶棍”。
RT-15的研制工作在1970年被下令停止，已经配备到部队的一些导弹被取消部署。

## RT-15的一些参数
以下数据皆为估计值：
- 弹体长度：10.6—12.6（35—41英尺）
- 弹体直径：1.4（4英尺7英寸）
- 起飞质量：20吨~22.5吨
- 战斗部：1枚核弹头，核当量为100万吨TNT
- 射程：4,000—4,500（2,500—2,800英里）
- CEP：1.5（0.93英里）

## 资料来源
- 《航天知识百科》，ISBN 7-105-03515-3